# Città delle Maldive

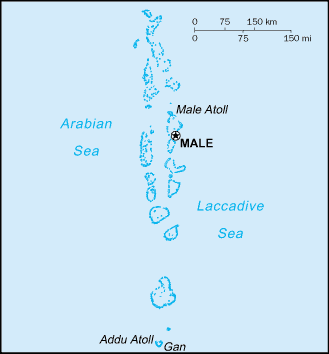
Mappa delle Maldive

Lista di città delle Maldive, nazione dell'Asia.

## Lista
- Addu City
- Dhidhdhoo
- Kulhudhuffushi
- Eydhafushi
- Farukolhufunadhoo
- Felidhoo
- Funadhoo
- Fuvahmulah
- Gan
- Hinnavaru
- Hithadhoo
- Hulhumalé
- Hulhumeedhoo
- Kudahuvadhoo
- Kulhudhuffushi
- Magoodhoo
- Mahibadhoo
- Malé (capitale)
- Manadhoo
- Maroshi
- Midu
- Mula
- Naifaru
- Nolhivaranfaru
- Thinadhoo
- Ungoofaaru
- Veymandhoo
- Veymandoo
- Viligili
- Villingili